# 马克特洛伊加斯特
马克特洛伊加斯特是德国巴伐利亚州的一个市镇。总面积33.89平方公里，总人口3266人，其中男性1640人，女性1626人（2011年12月31日），人口密度96人/平方公里。